# タバスコ

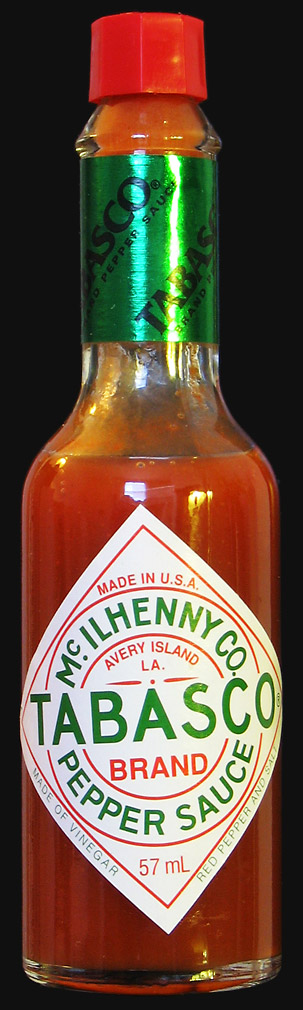
タバスコ

タバスコ（正式名称：タバスコペッパーソース、Tabasco pepper sauce）は、辛味調味料（チリペッパーソース）の商品である。メキシコ・タバスコ州原産のキダチトウガラシの品種、チレ・タバスコ（タバスコペッパー）を主原料とする。
マキルヘニー社の創業者エドモンド・マキルヘニーが1865年に考案し、現在も同社が商標権を持つ（日本における商標登録番号は第1002001号ほか全6件）。

なお、タバスコはチリペッパーソース（chili pepper sauce）の商品名であるが、チリペッパーソース（辛味調味料類）とチリソース（トマト加工品類）は異なる分類の調味料である。

## 特徴と製法
赤い色をした製品が多く、ピリッとした刺激的な辛さと酸味が特徴で、世界各国でホットソースの定番製品とされている。調味料として各種料理に使用される。製造を開始した1868年以来、エイブリー島内でのみ作られ、基本的な製法は変わっていない。
原材料は、唐辛子（タバスコペッパー、辛さは約5万スコヴィル）、岩塩、ビネガー（穀物酢）。製法は、まず丸ごとすり潰したタバスコペッパーをオーク樽（楢樽）に詰め、蓋をしたのちに塩をかぶせる。やがて発酵した液体が蓋上に滲出し、塩が固まり樽が密封される。そのまま約3年間熟成させる。この間、樽の中身は発酵食品である味噌に例えられるような特徴的な風味の変化を遂げる。その後、酢を加えて辛さを4,000スコヴィルほどに薄め、さらに最大1ヵ月間ほど寝かせて完成される。

## 用途
日本では卓上調味料として、ピザ、パスタやサラダに用いられることが多い。洋食を提供するレストランにも置かれていることがある。和食への利用は少ないが、マキルヘニー社は多様な日本食に用途を広げるプロモーションを展開している。
アメリカ合衆国における主な使用法は、ステーキソースやバーベキューソース、マヨネーズなどの調味料の風味付け、あるいはブラッディ・マリーの味付けなどである。また、アメリカ軍の正式携帯糧食であるMREにも封入されていることがあり、容器としてミニチュア瓶ないし樹脂パックが用いられている｡

## 歴史

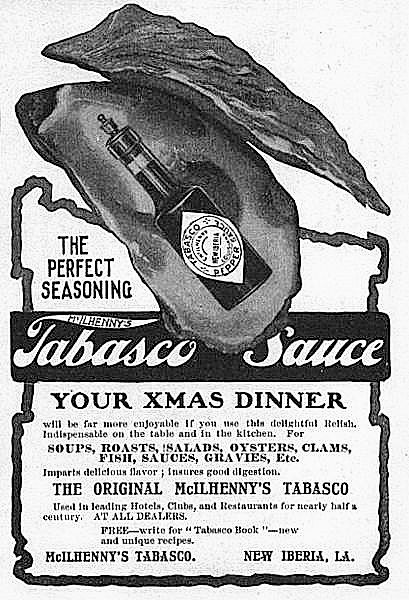
1905年頃の広告。コルク栓を備えたタバスコ瓶が、牡蠣の貝殻の中に置かれている。

マキルヘニー社の創業者は、ルイジアナ州ニューオーリンズで銀行家をしていたメリーランド州出身のエドモンド・マキルヘニー（1815年生-1890年没）である。スコットランド人とアイルランド人の血を引く、髭を蓄えた美食家だったといわれている。
南北戦争の頃、エドモンドはメキシコのタバスコ州から帰還した南軍兵士（フレンド・グリーソンと考えられている）から唐辛子（タバスコペッパー）の種を入手したとされる。1862年にニューオーリンズが北軍によって陥落したため、マキルヘニー一家は、岩塩の産地として有名だった妻の実家のあるエイブリー島へと移り住み、そこで唐辛子の種をまいたという。ところが、南軍に塩を供給していた関係で北軍の攻撃にさらされることになり、さらにテキサス州へと逃れた。終戦後の1865年に島へ戻ってきた時、すっかり荒れ果てていた土地に、一株のタバスコペッパーが生えているのを見つける。
エドモンド・マキルヘニーはタバスコペッパーの果実をとって潰し、出てきた汁に蒸留酢と塩を混ぜたとされる。それから3年後の1868年、このソースを香水の空き瓶に詰め、卸売業者を通じて350本売った。そのときの香水の瓶は、今日のタバスコソースの瓶の形に受け継がれている。1870年に、彼は自ら考案したタバスコソースの製法を特許登録した。後に全世界100カ国以上で販売され、定番商品となった。
タバスコが最初に日本に入ってきたのは、第二次世界大戦後の1940年代といわれる。その後、喫茶店やレストランなどに置かれるようになり、一般にも認知される。
プロレスラーのアントニオ猪木が経営していたアントントレーディング社が1970年代に代理店契約を結び、日本人にその味を定着させた。なお猪木は初代タイガーマスク（佐山聡）とともにCM出演の経験がある。1993年には正田醤油が米国マキルヘニー社と業務提携。日本国内における販売者（輸入業者）中、2003年度の実績では第1位。

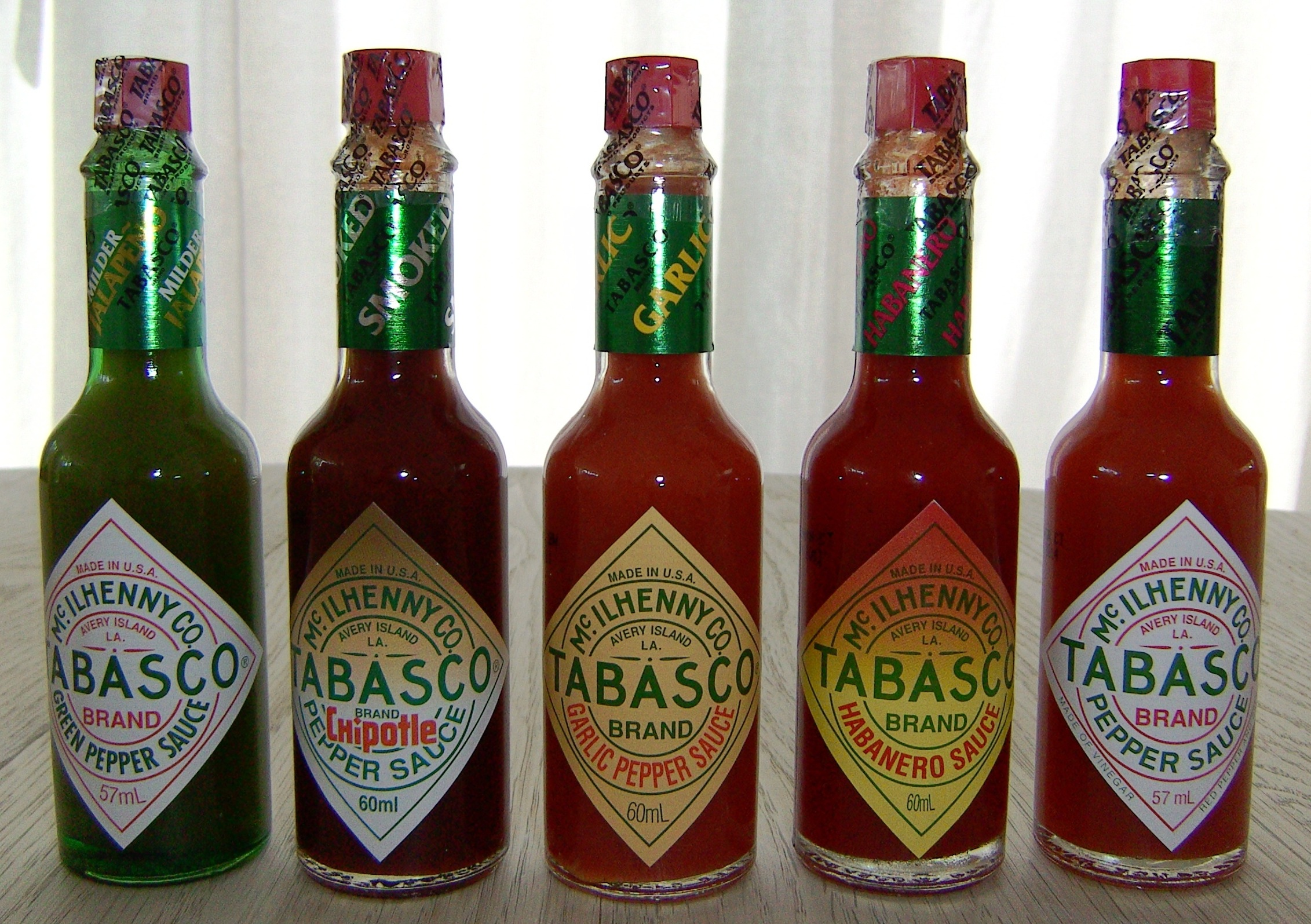
色々な種類のタバスコ

## バリエーション
オリジナルのタバスコ・ペッパーソースの他に、多くのバリエーションがある。チポトレ、ハバネロ、ハラペーニョを材料としたグリーンペッパー、スイート&スパイシー、ガーリックといった様々なフレーバーのものや、ステーキソースからキャンディに至る非常に多彩な商品展開が行われている。グリーンペッパー・タバスコ以外は原材料にタバスコペッパーを含む。日本独自の商品としては正田醤油がタバスコ味の醤油やケチャップなどを製造販売している。都市部の輸入食品店では各種のタバスコが販売されており、非常に辛く作られたタバスコは他社のホットソースと同様に「面白商品」として扱われている。主にパーティーやプレゼントで罰ゲームのために購入する者が多いが、辛い物好きな人は調味料として愛用している。

## ラインナップ

### 1868〜
- TABASCO®オリジナルペパーソース
  - 60ml
  - 150ml
  - 350ml
  - 1gallon (3.8L）
  - miniature bottle
  - 3ml pouth

### 1993〜
- TABASCO®ハラペーニョソース
  - 60ml
  - 150ml

### 1996〜
- TABASCO®ガーリックペパーソース
  - 60ml
  - 150ml
- TABASCO®ハバネロソース
  - 60ml
  - 150ml

### 2001〜
- TABASCO®チポートレイソース
  - 60ml
  - 150ml

### 2017〜
- TABASCO®スコーピオンソース
  - 60ml
  - 150ml

### 2023〜
- TABASCO®シラチャーソース
  - 300g

### 正田醤油発売の製品群
- TABASCO®スパイシーしょうゆPlus
  - 200ml
- TABASCO®ホットケチャップ
  - 225g
  - 500g
- TABASCO®ピザトーストソース
  - 25g

### 海外でのみ発売されている製品群
- TABASCO®︎スイート & スパイシー ソース
- TABASCO®︎バッファロースタイル ホットソース
- TABASCO®︎ファミリーリザーブ ソース
- TABASCO®︎ラズベリーチポトレ ソース
- TABASCO®︎ロースト ペパーソース